# Tuotu
Tuotu est un logiciel de peer-to-peer et d'accélérateur de téléchargement chinois. Il supporte les protocoles de transfert de fichier BitTorrent, ED2K, Kad, HTTP, FTP, MMS et RTSP.
Le nom Tuotu (脫兔) signifie lapin en Chinois.